# Умерова, Гаянэ Олеговна
Гаянэ Олеговна Умерова (узб. Gayane Olegovna Umerova; род. 22 апреля 1985, Ташкент) — искусствовед, деятель культуры и искусства Узбекистана.
Председатель Фонда развития культуры и искусства Узбекистана при Кабинете Министров Республики Узбекистан. Генеральный секретарь Национальной комиссии Узбекистана по делам ЮНЕСКО при Кабинете министров (с 2020 года).

## Биография
В 2004 году окончила школу искусств School of Integrated Arts (Западный Йоркшир), в 2008 году — Международный Вестминстерский университет по специальности «Бизнес управление», в 2009 году — Центральный колледж искусств Central Saint MartinsCollege, (Лондон, Великобритания) по специальности «Культура, критика и кураторство».
Имеет степень магистра в областях «Современное искусство» и «Арт-бизнес» Манчестерского Университета, (Манчестер, Великобритания, 2012 г.) и Института искусств при аукционном доме Sotheby’s, (Лондон, Великобритания, 2011 г.). С 2017 года является соискателем кафедры «Политические исследования и международные отношения» Оксфордского Университета (Великобритания), по направлению «Культурная дипломатия, внешняя культурная политика».
В 2008—2017 годах работала специалистом, ведущим специалистом Отдела выставок и фондов Галереи изобразительного искусства Узбекистана.
В 2011 году выступила куратором 6-й Ташкентской международной биеннале современного искусства (Узбекистан).
В 2015 году в сотрудничестве с Британским Советом была куратором выставки «Генри Мур: Мастер Графики» в Государственном музее искусств Узбекистана, в том числе организовав образовательную программу в рамках проекта. Сотрудничество Умеровой с Британским Советом продолжилось в 2016 году, когда в Галерее изобразительного искусства Узбекистана был организован проект «Новое Прошлое: Современное искусство Британии», продемонстрировавший развитие современного британского искусства за прошедшие 20 лет.
В результате её сотрудничества с аукционным домом Christie’s в мае 2012 был проведен первый аукцион современного узбекского искусства (в Музее Савицкого, Нукус). В 2013 и 2014 годах она была консультантом серии аукционных выставок современного искусства стран Центральной Азии и Кавказа «At the Crossroads: Contemporary Art from Caucasus and Central Asia» на аукционе Sotheby’s в Лондоне.
В 2016 году англоязычный портал «The Culture Trip» включил её в список «8 самых влиятельных женщин в центральноазиатском и кавказском искусстве». В 2022 году вошла в список Cosmopolitan Russia 30 медийных и влиятельных женщин из стран СНГ. Замужем, имеет двоих детей.
В 2021 году стала комиссаром первого Национального павильона Узбекистана на 17-й архитектурной Венецианской биеннале, а в 2022 году — первого Национального павильона Узбекистана на 59-й художественной Венецианской биеннале.

### Деятельность в Фонде
С 2017 года работает в Фонде развития культуры и искусства Узбекистана, задачей которого является стимулировать культурные процессы внутри страны и продвигать Узбекистан на международной арт-сцене. C мая по ноябрь 2017 года занимала должность руководителя управления бюджетом фонда, в ноябре 2017 года назначена заместителем исполнительного директора, с 2020 года является исполнительным директором.
В 2020 году пресс-служба Госкомтуризма Узбекистана сообщала, что по поручению Президента и правительства Умерова «ответственна за реализацию крупных международных проектов в сфере искусства: организацию выставок Узбекистана в музее Лувра и в Берлине [в James Simon Gallery] в 2022 году, реконструкцию Государственного музея искусств Узбекистана, создание современного Центра реставрации Узбекистана, открытие музея Великого Шелкового пути в Самарканде и проведение Самаркандского полумарафона».
Является куратором масштабных архитектурных проектов в Узбекистане, среди которых строительство нового здания Государственного музея искусств Узбекистана (по проекту архитектора, лауреата Притцкеровской премии Тадао Андо), создание Центра современного искусства в Ташкенте совместно с архитектурным бюро Studio KO, а также открытие на его базе арт-резиденций. Помимо создания упомянутого выше научно-исследовательского Центра реставрации, она курирует открытие Французского культурного центра (по проекту архитектурного бюро Grace), а также реконструкции дворца великого князя Николая Константиновича в Ташкенте и Государственной детской библиотеки.

### Выставочные проекты
- 2013 и 2014: консультант серии выставок At the Crossroads: Contemporary Art form Caucasus and Central Asia («На перекрестке: современное искусство Кавказа и Центральной Азии») в Sotheby’s London[5].
- 2015: куратор выставки «Генри Мур: Мастер Графики», Государственный музей искусств Узбекистана[5].
- 2016: координатор выставки «Новое прошлое: Современное искусство Великобритании»[10], Галерея изобразительного искусства Узбекистана[5]
- 2021: комиссар первого национального павильона Узбекистана (Mahalla: Urban Rural Living)[11] на 17-й Архитектурной биеннале в Венеции[6].
- 2022 : комиссар[9] первого национального павильона Узбекистана Dixit Algorizmi: The Garden of Knowledge[12] на 59-й художественной Венецианской биеннале.

## Награды
- 2013: премия Союза художников художественной конфедерации стран СНГ за проект «Наблюдения за невидимым миром», исследующий исламскую орнаментальную систему в искусстве Центральной Азии[13].
- 2025: Офицер ордена искусств и литературы (Франция)[14].
- Награждена памятным знаком по случаю 30-летия Республики Узбекистан.